# Бідзіля Микола Іванович
Микола Іванович Бідзіля (9 грудня 1930, с. Сасово, нині — Виноградівського району, Закарпатської області — 13 травня 2023, Київ) — український державний, політичний, громадський та науковий діяч, вчений у галузі космічної біології, фізіолоґії рослин, біофізіки і радіобіолоґії рослин, засекречені дослідження якого пройшли апробацію у космосі, кандидат біологічних наук, опубліковано понад 150 наукових праць, голова громадського об'єднання «Товариство Закарпатців у Києві», активіст НРУ.

## Біографія
Народився 9 грудня 1930 року в селі Сасово, нині — Виноградівського району, Закарпатської області у багатодітній селянській родині, в якій було восьмеро дітей.
Батько - Бідзіля Іван Іванович (1896-1990 рр.), селянин.
Мати- Бідзіля (Шуба) Ірма Федорівна (1898-1940 рр.), селянка.
Початкову школу закінчив у рідному селі (1-3 класи-русинська школа, 4-5 класи-угорська).
Після гімназії вступив до Ужгородського державного університету. Отримавши диплом біолога у 1954 році, став аспірантом Інституту фізіології рослин і генетики Академії наук України. Кандидат біологічних наук. Протягом 17 років викладав радіобіологію та біофізику у Національному аграрному університеті.
Був одружений.  Дружина - Бідзіля Марія Семенівна -хімік-технолог.(29.09.1952 р.н. с- 2021.р.)
Син - Бідзіля Іван Миколайович (1977 р.н.- 2023 р.) - юрист-міжнародник.
Страшним ударом для Миколи ІВановича стала втрата близьких: у 2021 році він втратив дружину Марію, а у березні 2023 року від раптової недуги помер єдиний син Іван.

## Наукова діяльність
Написав і видав понад 150 наукових праць в області біофізики та радіобіології, у тому числі трьох монографій.

## Політична та громадська діяльність
У 1989-му входив до центрального проводу Народного руху України, був головою колегії з питань екології.
З квітня 1990-го до березня 1995 року голова Московської райради Києва та голова райдержадміністрації. Був представником Президента України у Московському районі Києва.
До 2023 року був почесний президент Громадського об'єднання «Товариство закарпатців у Києві» та очолював міське відділення Всеукраїнського об'єднання ветеранів.

## Нагороди
- Орден «За заслуги» III ст. (28 березня 2008) — за вагомі досягнення у професійній діяльності, багаторічну сумлінну працю[2];
- Ювілейна медаль «20 років незалежності України» (19 серпня 2011) — за значний особистий внесок у соціально-економічний, науково-технічний та культурно-освітній розвиток Української держави, вагомі трудові здобутки та багаторічну сумлінну працю[3].

## Автор праць
- Вільні радикали в опромінених рослинах та насінні: наукове видання / М. І. Бідзіля; Інститут фізіології рослин. — К.: Наукова думка, 1972. — 210 с.[4]